# Carrigaphooca Castle
Carrigaphooca Castle (irisch: Caisleán Charraig an Phúca, dt.: „Burg des Púca-Felsens“) ist die Ruine eines fünfstöckigen Tower House auf einem steilen Felsen über dem River Sullane. Sie liegt im Valley of the Reds (irisch: Gleann na nDearg, dt.: „Tal der Roten“), sechs Kilometer westlich von Macroom im irischen County Cork. Der Turm dominiert die Landschaft des Townlands Lissacresig (Lios an Chraosaigh, dt.: „Fort des Vielfraßes“) in der Gemeinde Clondrohid (Cluain Droichead) und Shanvallyshane (Seanbhaile Sheáin) in der Gemeinde Kilnamartyra (Cill na Martra). Carrigaphooca Castle besteht aus Sandstein und Kalkstein und wurde im Auftrag von Donal MacCarthy‘ von Drisbane Castle, einem Mitglied des Clan MacCarthy, ca. 1336–1351 errichtet. Das Gebäude gilt heute als National Monument.
Carrigaphooca Castle liegt in einer Gegend, die reich an neusteinzeitlichen Denkmälern ist: Ein Steinkreis liegt zwei Felder östlich davon. Heute liegt der Turm auf einem Privatgrundstück und ist nicht mehr öffentlich zugänglich, auch wenn er dem Staat gehört und von der Office of Public Works verwaltet wird.

## Geschichte
Carrigaphooca Castle wurde zwischen 1436 und 1451 als Verteidigungsturm errichtet, vermutlich für Donal MacCarthy von Drisbane Castle. Die Familie MacCarthy aus Muskerry hatte im Mittelalter ein Baronat, hauptsächlich in der Mitte des County Cork. Obwohl sie eine der mächtigsten mittelalterlichen Dynastien in Irland waren, verloren sie im 13. Jahrhundert doch große Gebiete, die sie Mitte des 15. Jahrhunderts, als die Burg errichtet wurde, versuchten, wiederzuerlangen.
Die Lage von Carrigaphooca Castle an der Straße von Macroom nach County Kerry verlieh der Burg eine strategische Bedeutung. Die MacCarthys waren ständig in gegenseitige Vernichtungskriege verstrickt und das Tower House wurde oft angegriffen, insbesondere von Donal Cam O'Sullivan Beare.
Cormac Teige MacCarthy, der Herr von Blarney Castle, suchte in dem Tower House Schutz, nachdem er sich während der Belagerung von Kinsale 1601 auf die Seite der Iren geschlagen hatte. Er blieb dort, bis die englische Königin Elisabeth I. ihn begnadigt hatte, nachdem er ihr einen persönlichen Entschuldigungsbrief geschrieben hatte.
1602 wurde das Tower House von Donal Cam O’Sullivan Beare und einem weiteren Mitglied der großen MacCarthy-Familie angegriffen und eingenommen. Nach einer langen Belagerung brachen ihre Streitkräfte durch den äußeren Mauerring und brannten die Eingangstüre an der Nordfassade nieder. Die Verteidiger ergaben sich und ihnen wurde freier Abzug gewährt.

## Beschreibung

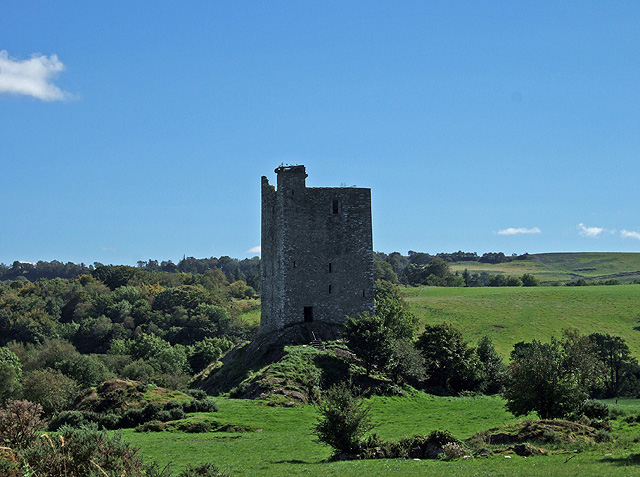
Eingangsfassade

Der fünfstöckige Turm ist einfach gestaltet und liegt auf einem steilen, hohen und zackigen Felsen, was den Anmarsch darauf für Angreifer schwierig macht. Die Kammer im Erdgeschoss wird durch kleine, ausmittig angeordnete Fenster erhellt, und daneben liegt eine gerade, an der Mauer entlangführende Steintreppe mit 11 Stufen zum 1. Obergeschoss. Vom 2. bis zum 4. Obergeschoss verläuft eine Wendeltreppe. Insgesamt führen 54 Stufen nach oben. Auch wenn das Erdgeschoss der meisten zeitgenössischen Tower Houses üblicherweise vollständig dunkel war, finden sich doch im Erdgeschoss von Carrigaphooca Castle drei Fenster mit tiefen Laibungen, die den Eindruck von unüblich dicken Mauern erwecken. Die schmalen Fenstern sind für Vögel, insbesondere Krähen, zugänglich, die, seit der Turm eine Ruine ist, ganze Lagen von Zweigen dort abgeladen haben.
Ein Fenster an der Ostfassade im 2. Obergeschoss gegenüber dem Eingang ist erhalten geblieben. Wie die Überreste eines weiteren Fensters enthält dieses einen einfachen, mit einer Oberschwelle versehenen Fensterkopf. Carrigaphooca Castle hat keinen offenen Kamin, woraus man laut Heritage Unit erkennen kann, dass es „eher mit dem Gedanken des Schutzes als des Komforts gebaut“ worden war. Laut dem Schriftsteller O’Brien war Carrigaphooca Castle „seinerzeit (...) ein ganz großartiges Gebäude, muss den Belagerten beträchtliche Sicherheit geboten haben und eine ziemlich schwierige Aufgabe für die Belagerer dargestellt haben“.
Im obersten Stockwerk könnten auch Wohnräume untergebracht gewesen sein und möglicherweise ein offener Kamin. Die Fenster in der Nord- und Südmauer sind deutlich größer als auf allen anderen Stockwerken und gewähren einen Panoramablick auf das umgebende Tal, ebenso wie auf die Killarney Paps und den Mullaghanish in der Ferne.
Zu dem Turm gehörten einst zwei äußere Verteidigungsmauern, die niedrig waren und von denen heute keinerlei Spur mehr erhalten ist. Er enthält die Überreste von zwei Ecktürmchen auf gegenüber liegenden Mauersimsen. Sie erscheinen als hervorspringende Steinkästen mit Schlitzen, die von den Verteidigern als Schutz genutzt wurden, wenn sie hinunter zu den Angreifern schossen. Im 1. Obergeschoss liegt ein einzelner Raum, der vermutlich als Wohnraum für die Wachen diente. Die Träger der Holzdecke lagen auf heute noch sichtbaren Kalksteinkonsolen auf.
In den 1970er-Jahren ließ das Office of Works das Anwesen restaurieren und eine Treppe über den Felsen hinzufügen, die den Zugang zum Eingang in den Turm vermittelt. Bei der Restaurierung wurde auch eine Tourelle mit einer engen Treppe hinzugefügt, die Zugang zum ungeschützten Dachumgang gewährte. Mitte der 1980er-Jahre wurde dieser Zugang aber aus Sicherheitsgründen durch ein Tor versperrt.